# Henriette Morineau
Henriette Fernande Zoé Morineau (Niort, 29 novembre 1908 – Rio de Janeiro, 3 dicembre 1990) è stata un'attrice e regista teatrale francese naturalizzata brasiliana.

## Biografia

Henriette Morineau

Dopo aver fatto parte per tre anni, ancora giovanissima, della Comédie Française, visse per un breve periodo in Belgio avendovi trovato un fidanzato, George. La coppia si trasferì poi in Brasile, in quanto i medici avevano consigliato all'uomo di spostarsi in un paese tropicale per poter meglio contrastare i problemi di salute che lo affliggevano. Era il 1931, e i due trovarono casa a Rio de Janeiro, dove si erano sposati cinque giorni dopo il loro arrivo in quel Paese. Qui Henriette riprese subito la carriera teatrale.
Nel 1946 l'attrice fondò la Companhia dos Artistas Unidos, nella quale per quattordici anni diresse e interpretò drammi e commedie, cimentandosi anche in pièces destinate all'infanzia. Divenne in poco tempo un personaggio leggendario, guadagnandosi la fama di "madame do teatro brasileiro". Nel 1956 recitò in Chéri, un adattamento dell'omonimo romanzo di Colette, che l'attrice considerò sempre come la sua migliore prova. Nel 1963 fu inviata dal Ministero degli Esteri in missione culturale a Lisbona, dove ebbe modo di insegnare al Conservatorio Nazionale senza tuttavia smettere di recitare in teatro, e per qualche anno visse dividendosi tra Portogallo e Brasile. 
Apparve anche in alcuni film, venendo tra l'altro diretta dai registi italiani Alberto Pieralisi e Ruggero Jacobbi, e in due note telenovelas sceneggiate da Gilberto Braga, La schiava Isaura, dove impersonò un'attrice teatrale francese, e Agua Viva.
Morì nel 1990 a Rio, quattro giorni dopo aver compiuto 82 anni.

## Vita privata
Era madre dell'attrice Antonieta Morineau, nata dal matrimonio con George. Dopo aver divorziato sposò in seconde nozze l'attore e regista Delorges Caminha, morto poi nel 1971.

## Filmografia

### Cinema
- O Comprador de Fazendas, regia di Alberto Pieralisi (1951)
- Presença de Anita, regia di Ruggero Jacobbi (1951)
- Leonora dos sete mares, regia di Carlos Hugo Christensen (1955)
- Pour un amour lointain, regia di Edmond Séchan (1968)
- Perdoa-me Por Me Traíres, regia di Braz Chediak (1980)
- Bonitinha Mas Ordinária ou Otto Lara Rezende, regia di Braz Chediak (1981)

### Televisione
- La schiava Isaura (Escrava Isaura) – telenovela (1976-1977)
- Agua Viva – telenovela (1980)